# Contamination (X-Files)
Contamination (F. Emasculata) est le 22e épisode de la saison 2 de la série télévisée X-Files. Dans cet épisode, une épidémie mystérieuse survient dans une prison et deux prisonniers contagieux s'évadent.

## Résumé
Dans une forêt de la province de Guanacaste au Costa Rica, Robert Torrance, un entomologiste, collecte des spécimens d'insectes. Il découvre une carcasse de sanglier en décomposition, recouverte de pustules. Alors qu'il observe une pustule qui gonfle et se dégonfle continuellement, celle ci lui explose au visage, l'aspergeant d'un liquide blanc. Plus tard, alors que la nuit est tombée, Torrance appelle à l'aide dans son talkie-walkie et demande une évacuation d'urgence. Son corps est recouvert de pustules. Le lendemain un groupe de soldats arrive sur place, mais Torrance est déjà mort.
Dans une prison du Comté de Dinwiddie en Virginie, un prisonnier lui aussi nommé Robert Torrance reçoit un colis postal contenant un morceau de viande recouvert de pustules. Dégoûté, il rappelle furieusement le garde, pour que ce dernier vienne récupérer le colis et son contenu. Dix-huit heures plus tard, Torrance est allongé, entouré de matériel et de personnel médical, son corps est recouvert de pustules. Les médecins s'étonnent de la rapidité d'incubation du virus. Deux détenus sont chargés de nettoyer la cellule de Torrance, mais ils s'échappent dans un chariot à linge.
Mulder et Scully sont appelés sur place pour participer à la recherche des prisonniers échappés, mais s'étonnent de la présence de personnel en combinaison hermétique. Ils apprennent que la prison a été mise sous quarantaine et est sous le contrôle des Centres pour le contrôle et la prévention des maladies. Scully apprend que 10 des 14 infectés, dont Torrance, sont morts et que les prisonniers échappés sont probablement infectés.

## Distribution
- David Duchovny : Fox Mulder
- Gillian Anderson : Dana Scully
- Mitch Pileggi : Directeur adjoint Walter Skinner
- William B. Davis : l'homme à la cigarette
- Charles Martin Smith : le docteur Osborne
- Dean Norris : Marshal Tapia
- John Pyper-Ferguson : Paul
- Angelo Vacco : Angelo Garza
- Morris Panych : Dr Simon Auerbach
- Lynda Boyd : Elizabeth
- John Tech : Steve
- Alvin Sanders : Le conducteur de bus
- Kim Kondrashoff : Bobby Torrence
- Chilton Crane : La mère à la station de bus

## Accueil

### Audiences
Lors de sa première diffusion aux États-Unis, l'épisode réalise un score de 8,9 sur l'échelle de Nielsen, avec 16 % de parts de marché, et est regardé par 14 millions de téléspectateurs.

### Critique
L'épisode recueille des critiques plutôt favorables. Zack Handlen, du site The A.V. Club, lui donne la note de A. Le site Le Monde des Avengers lui donne la note de 3/4. Dans leur livre sur la série, Robert Shearman et Lars Pearson lui donnent la note de 3,5/5.
Sarah Stegall, du site Munchkyn Zone, lui donne la note de 3/5. John Keegan, du site Critical Myth, lui donne la note de 6/10. Le magazine Entertainment Weekly lui donne la note de C.